# Arctosa denticulata
Arctosa denticulata este o specie de păianjeni din genul Arctosa, familia Lycosidae, descrisă de Oton Jiménez și Dondale, 1984. Conform Catalogue of Life specia Arctosa denticulata nu are subspecii cunoscute.